# الغراب (فلم 2012)
الغراب (بالإنجليزية: The Raven) فيلم إثارة نفسية ودراما، أُنتج في الولايات المتحدة عام 2012. الفيلم من إخراج جيمس مكتيغ وبطولة جون كيوزاك، أليس إيف، برندان غليسون، و لوك إيفانز.

## القصة
تدور قصة الفيلم عن قاتل متسلسل يرتكب جرائم قتل مروعة مستوحاة من أعمال الشاعر إدغار بو، فيتعاون إدغار بو مع محقق القضية للإمساك بالقاتل.

## طاقم الممثلين
| الممثل/الممثلة | الدور            | تعليق |
| -------------- | ---------------- | ----- |
| جون كيوزاك     | إيدغار آلان بو   |       |
| لوك إيفانز     | المحقق فيلدس     |       |
| أليس إيف       | إيميلي هاميلتون  |       |
| برندان غليسون  | الكابتن هاميلتون |       |

## وصلات خارجية
- مقالات تستعمل روابط فنية بلا صلة مع ويكي بيانات